# Wilde Müllkippe

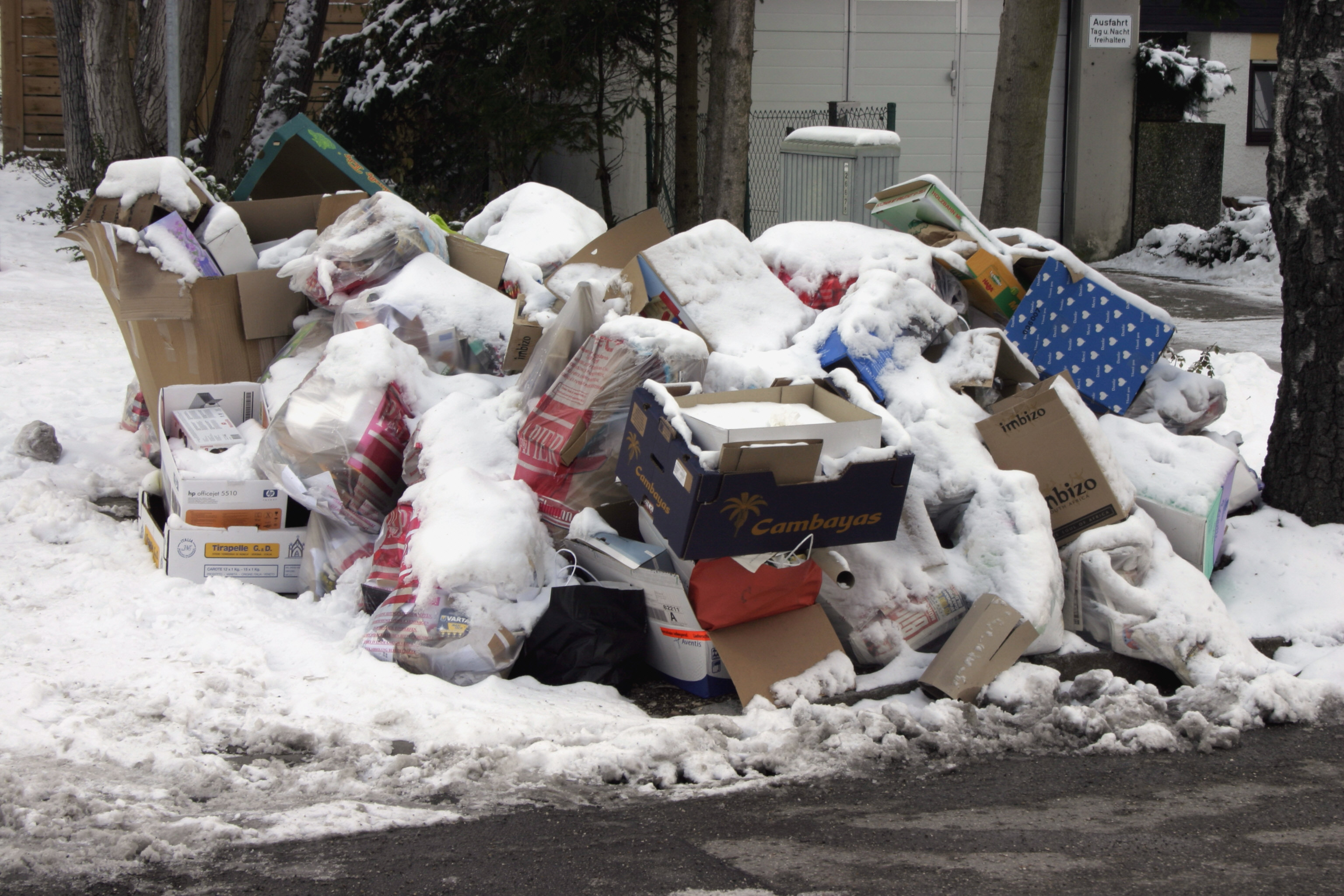
Wilde Müllkippe am Straßenrand

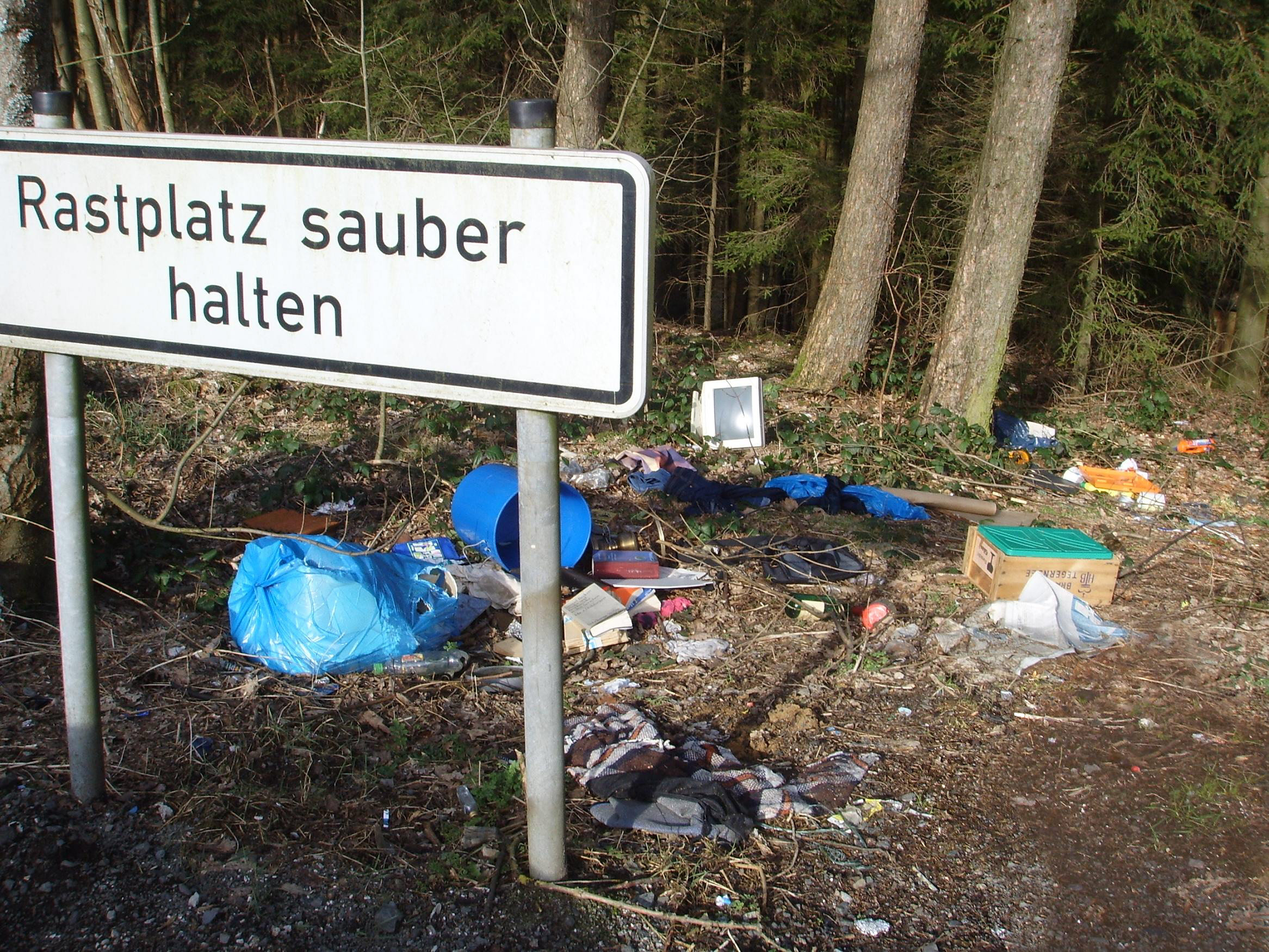
Rastplatz wird zur wilden Müllkippe

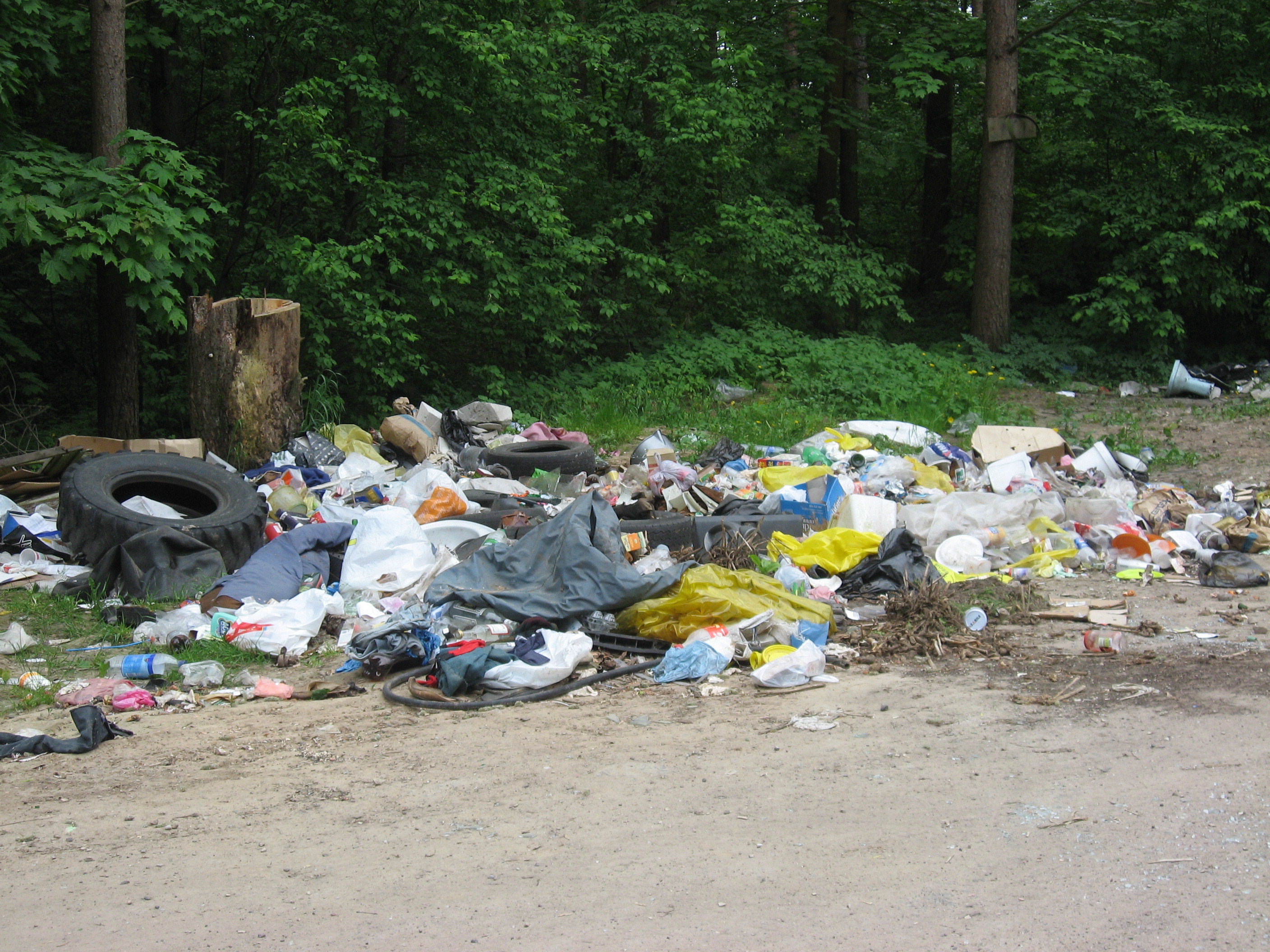
Wilde Müllkippe am Waldrand

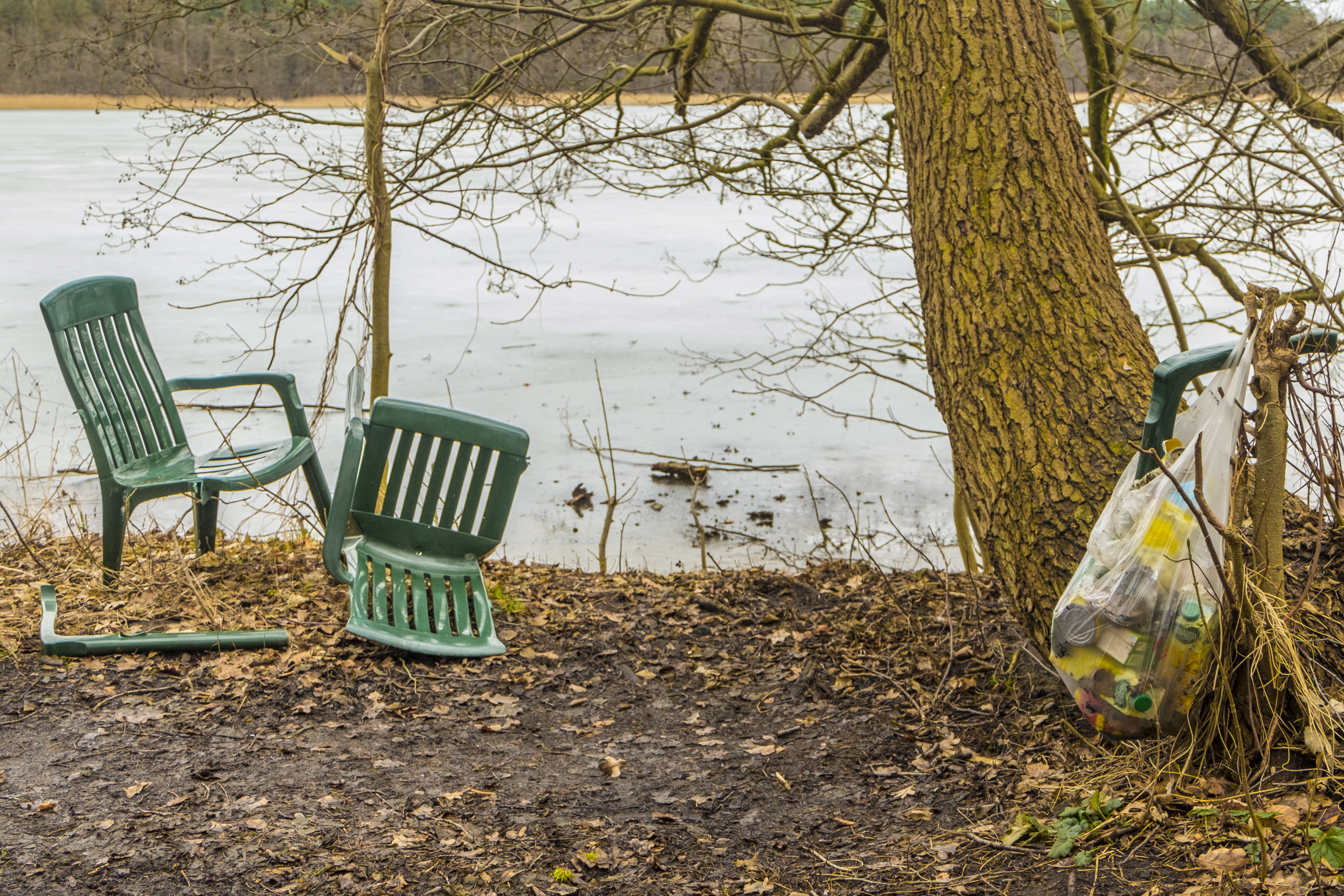
Müll in der Natur

Als wilde Müllkippe oder wilde Deponie bezeichnet man die lokale Verunreinigung von Naturräumen und Kommunen durch illegale Abfallentsorgung.

## Herkunft, Bestandteile
Wilde Müllkippen stammen überwiegend aus privaten Haushalten. Sie entstehen besonders häufig an schlecht einsehbaren Parkplätzen, an Autobahnen und Landstraßen. In den Gemeinden entstehen wilde Müllkippen an den Straßenrändern, in Hinterhöfen oder in verlassenen Industriegebieten – insgesamt also an abgelegenen und schlecht überwachten, aber mit Fahrzeugen erreichbaren Orten. Da Sperrmüll in einigen Gemeinden nicht kostenlos entsorgt wird, versuchen einige Bürger die Entsorgungsgebühren zu sparen, indem sie ihren Müll einfach an die Straße stellen. Auch eine zu lange Frist bis zur Abholung kann dazu führen, dass Sperrmüll bereits Tage oder gar Wochen vor dem Abholtermin auf die Straße gestellt wird. In vielen Städten hat es sich zudem eingebürgert, dass nicht mehr benötigte Gegenstände mit einem Zettel „Zu verschenken“ auf die Straße gestellt und so Vorübergehenden zur kostenlosen Mitnahme angeboten werden. Zwar ist dies an sich begrüßenswert, da so das Müllaufkommen reduziert wird, doch werden zurückbleibende Gegenstände oft nicht wieder entfernt oder es werden von vorneherein unbrauchbare Dinge herausgestellt.
Bleibt der auf diese Arten angesammelte Müll zu lange stehen, werden oft anderer Müll oder gar schadstoffhaltige Abfälle von anderen Bürgern dazugestellt, augenscheinlich senkt der bereits herumliegende Müll die Hemmschwelle, auch den eigenen Abfall auf diese Weise zu entsorgen.
Wilde Müllkippen wachsen dann häufig sehr schnell. Selbst Gefahrgut wie Benzinkanister oder Ölbehälter landen ebenso in der wilden Müllkippe wie normaler Bauschutt, Farbeimer, Zigarettenschachteln, Plastiktüten, Kühlschränke, Spülmaschinen und andere Haushaltsgeräte. In der Natur findet man wilde Müllkippen ebenso wie in den Städten. Oft werden sie vom Herbstlaub zugedeckt und von Sträuchern überwuchert. So bleiben sie oft über Jahre unentdeckt und gefährlich. Abgesehen von der Umweltverschmutzung kann auch durch Giftstoffe oder andere gefährliche Gegenstände (z. B. zerbrochenes Glas, schwere Metallteile, asbesthaltige Baustoffe usw.) eine unmittelbare Gefahr für Menschen und Tiere entstehen.

## Straßen- und Wegränder

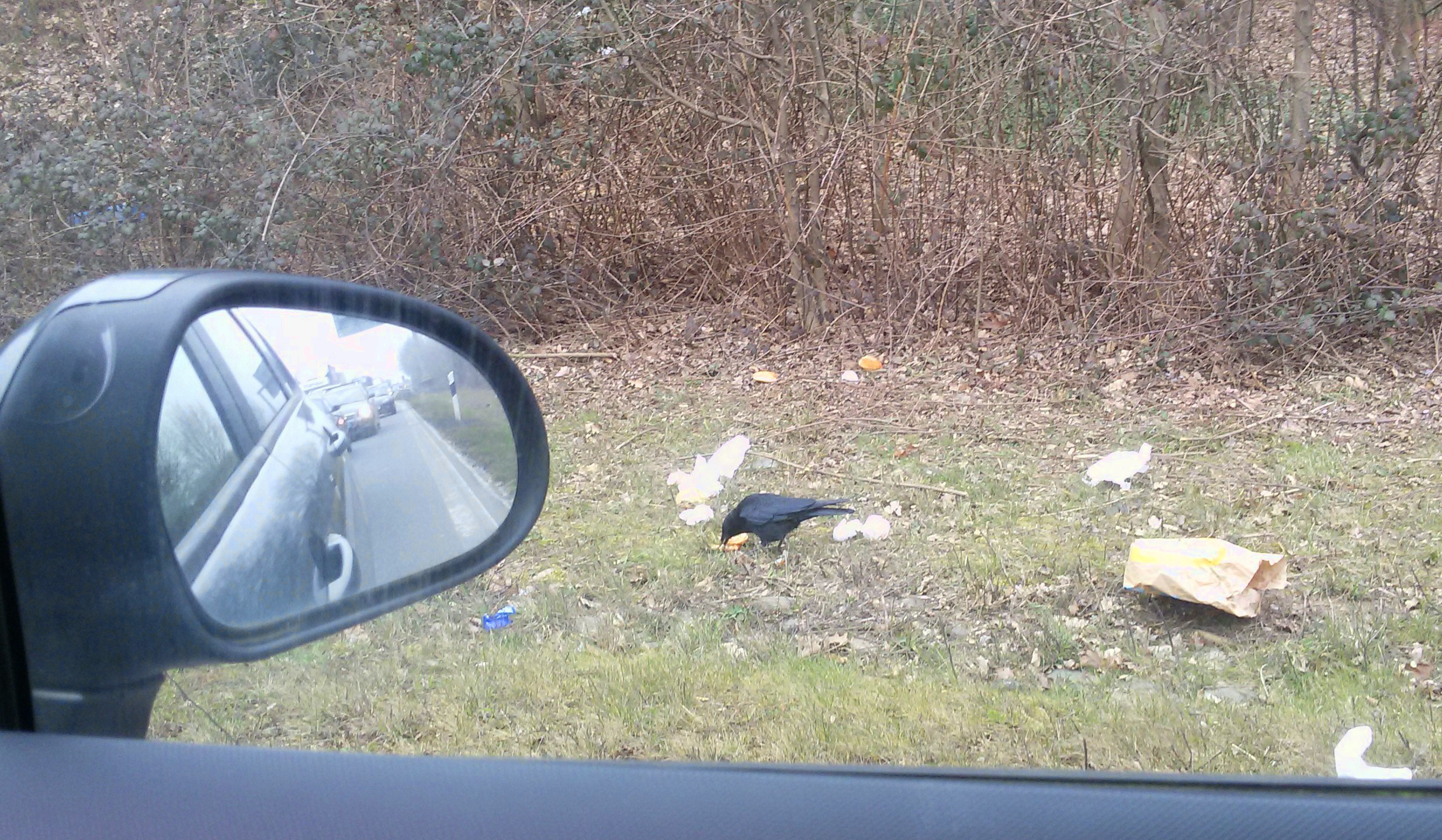
Eine Krähe macht sich an Essensresten im Straßenrandmüll zu schaffen

Müll an Straßenrändern ist allgegenwärtig und das sichtbarste Problem, auch wenn er häufiger verteilt (Restmüll: Zigarettenkippen, Getränkedosen, Fast-Food- und Convenienceprodukt-Verpackungen) als in Kippen gehäuft auftritt. Die Hemmschwelle für Entsorgung insbesondere aus dem Auto ist niedrig und steigt mit niedrigerer Fahrgeschwindigkeit. Bei Mäharbeiten am Grünstreifen wird der Kunststoffmüll geschreddert, die Partikel gehen ins Ökosystem und belasten Erdreich und Grundwasser. Wo Essensreste am oder im Müll kleben, kann man davon ausgehen, dass sie von Tieren gefressen werden – oft mitsamt dem unverdaulichen Müll.
Die Straßenmeisterei Wittlich sammelt im Jahr etwa 70 Tonnen Müll auf den Parkplätzen und entlang der Straßenränder ein. Das Bezirksamt Neukölln gab für die Entsorgung von Bauschutt und Sondermüll und die Entfernung von „gefährlichen Abfällen“ oder von Müll und Vandalismusschäden in den Grünanlagen 2014–2016 insgesamt 1,2 Millionen Euro aus. Bis zu 5000 Euro Bußgeld können in Berlin für illegale Müllablagerungen fällig werden, häufig allerdings kann der Verursacher nicht festgestellt werden. Gerade weil Straßenmeistereien in besonders betroffenen Regionen einen erheblichen Teil ihrer Arbeitszeit auf die Beseitigung des Straßenrandmülls verwenden, wird das Risiko gesehen, dass Bürger dies als Anreiz für das wilde Wegwerfen begreifen. Manche Kommunen lassen sich durch private oder Vereinsinitiativen zur gelegentlichen Müllbeseitigung unterstützen. In Bayern hat sich für solche Aktionen der Begriff Rama dama eingebürgert.

## Gefahren
Wilde Müllkippen enthalten oft ein sehr hohes Gefahrenpotential. Chemikalien dringen in den Boden und das Grundwasser ein. Oft weiß niemand, wie gefährlich die einzelnen Bestandteile der wilden Müllkippe sind. Elektroschrott wie Mobiltelefone und Computer enthalten Blei, Quecksilber, Cadmium und andere gefährliche Stoffe. Allein diese Schwermetalle sind für Tiere und Menschen hochgiftig. Ein großer Teil des Quecksilbers wird zum Beispiel über die Kanalisation in Bäche und Flüsse gespült und gelangt so ins Meer. Es wird von den Fischen über die Nahrung und die Atmungsorgane aufgenommen und reichert sich in ihnen an.
Nach Angaben des LKA Mainz 2008 ist die illegale Verschiebung von Sondermüll wie Elektro- und Elektronikabfällen aus Deutschland über Antwerpen nach Afrika ein Problem. Der Elektroschrott wird in Afrika oft ohne die nötigen Schutzmaßnahmen auf wilden Müllkippen verbrannt, um so an die wertvollen Metalle wie Edelmetalle, seltene Erden zu kommen.
Viele wilde Müllkippen gibt es in Italien rund um Neapel. In der Nähe von Giugliano fand man zwischen Orangenplantagen mehrere wilde Müllkippen. Hier ist der Boden stark mit Dioxin belastet.

## Beseitigung
Für die Beseitigung einer wilden Müllkippe ist immer der Verursacher zuständig. Ist er nicht selbst in der Lage, den Müll zu beseitigen, werden ihm die Kosten in Rechnung gestellt. Ist der Verursacher nicht zu ermitteln, haftet der Grundstückseigentümer für die Entsorgung der wilden Müllkippe. In den meisten Fällen sind das Städte und Gemeinden.
Lange Zeit nicht bemerkte oder beseitigte wilde Müllkippen gelten als Altlasten, allerdings ist häufig nach Jahrzehnten aufgrund fehlender Unterlagen nicht mehr feststellbar, ob es sich ursprünglich tatsächlich um eine wilde Müllkippe oder eine nach damaligen Regeln genehmigte Deponie handelt.

## Rechtliches
Jegliche Abfallentsorgung außerhalb der dafür vorgesehenen Abfallentsorgungsanlagen ist illegal. Entweder wird dies als Ordnungswidrigkeit oder Straftat behandelt. Für kleinere Vergehen gilt der je nach Bundesland gültige Bußgeldkatalog. Nach § 326 StGB ist die illegale Abfallentsorgung unter Umständen eine Straftat. Ebenso ist das Verbrennen von Müll außerhalb zugelassener Anlagen strafbar und wird verfolgt. Theoretisch gilt bereits ein weggeworfener Zigarettenstummel als illegale Abfallentsorgung. Strafrechtlich relevante Fälle können mit einer Geld- oder einer Freiheitsstrafe geahndet werden.

## Lösungen
Einige wilde Müllkippen entstehen durch Unwissenheit. So wissen viele Bürger nicht, dass die Entsorgungskosten für Altöl bereits im Kaufpreis enthalten sind. Anderen Problemmüll wie abgelaufene Medikamente, Fotochemikalien, Holzschutzmittel, Kleber, Farbreste, Leuchtstoffröhren, Energiesparlampen, Lösungsmittel, Aceton, Farbverdünner, Schädlingsbekämpfungsmittel, Quecksilber, Säuren und Laugen kann man in vielen Städten kostenlos in den zuständigen Sammelstellen abgeben.
Einige Städte haben spezielle Internetseiten und Bürgertelefone eingerichtet, um so schnell wie möglich von neuen wilden Müllkippen zu erfahren, um diese zu beseitigen.
Es gibt mittlerweile auch deutschlandweite kommerzielle und private Angebote, über die Bürger Städte und Gemeinden Online oder per App über Müllfunde informieren können.